# 香月照葉
香月 照葉（かつき てりは、1973年 - ）は日本の作家。大阪府出身。京都大学工学部卒業。同大学院修了。

## 略歴
2007年（平成19年）、『結晶視者』が第14回日本ホラー小説大賞短編賞の最終候補作となるが受賞はならなかった。2008年（平成20年）芦奈野ひとし作の漫画作品「ヨコハマ買い出し紀行」の後日譚を描いた小説、『小説ヨコハマ買い出し紀行 見て、歩き、よろこぶ者』にてデビューする。

## 作品リスト
※ 単行本の刊行順に記す。
- 小説ヨコハマ買い出し紀行 見て、歩き、よろこぶ者（2008年10月、講談社KCノベルス）ISBN 978-4-06-373326-6